# Don Mueang Tollway

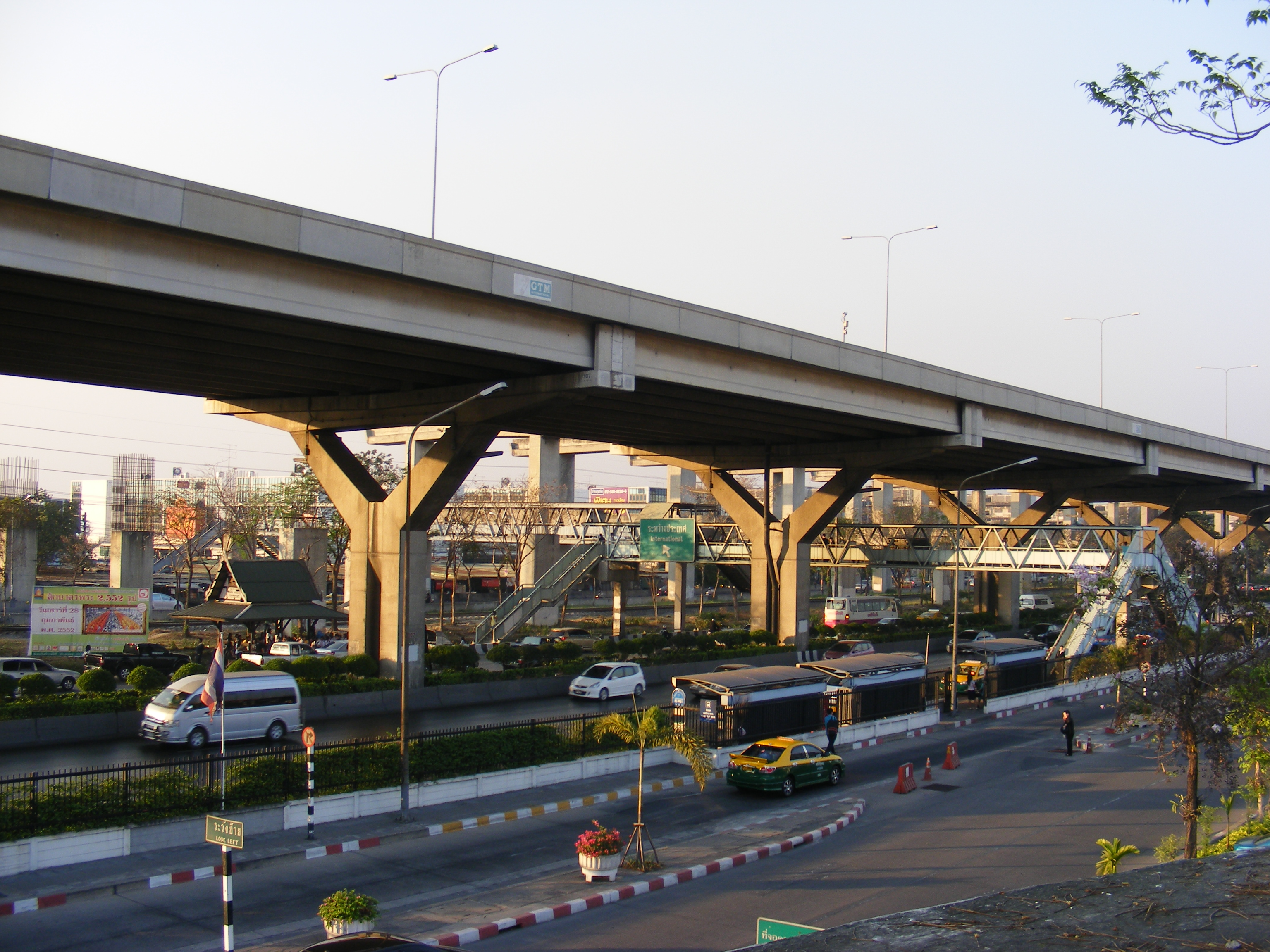

De  Don Mueang Tollway (Thai: ทางยกระดับอุตราภิมุข) of Uttaraphimuk Elevated Tollway is een autosnelweg in Thailand. De snelweg tussen Bangkok en de Internationale Luchthaven Don Mueang is 28,1 kilometer lang.
Chaloem Maha Nakhon Expressway ·
Si Rat Expressway ·
Prachim Ratthaya Expressway ·
Don Mueang Tollway ·
Chalong Rat Expressway ·
Burapa Withi Expressway ·
Udon Ratthaya Expressway ·
S1 ·
Motorway 6 ·
Motorway 7 ·
Bangkok Outer Ring Road / Kanchanaphisek Road / Motorway 9